# Jane Turner
Jane V. Shoaf Turner (1956) is een Amerikaans kunsthistoricus en voormalig hoofd van het Rijksprentenkabinet in Amsterdam.

## Leven en werk
Turner behaalde een bachelor in de kunstgeschiedenis aan het Smith College in Northampton, Massachusetts en promoveerde aan het Institute of Fine Arts van de New York-universiteit (NYU), bij de van oorsprong Nederlandse kunsthistoricus Egbert Haverkamp Begemann (1923-2017). Ze specialiseerde zich in 16e- en 17e-eeuwse Nederlandse tekeningen. Na een stage bij het Cooper-Hewitt Museum in New York was ze van 1978 tot 1984 een van de conservatoren van het Morgan Library & Museum in Manhattan. Ze verhuisde vervolgens naar Engeland, waar ze eindredacteur werd was het standaardwerk The Dictionary of Art (1985-2001), van Macmillan Publishers in Londen. Sinds 2004 is Turner hoofdredacteur van Master Drawings, een vakblad over tekenkunst. Naast artikelen schrijft ze ook tentoonstellings- en collectiecatalogi, waaronder een tweedelige catalogus van Nederlandse tekeningen van de 17e tot en met de 19e eeuw in de collectie van de Morgan Library (2006) en een tweedelig werk, waarin ruim 600 Nederlandse en Vlaamse tekeningen in de collectie van het Victoria and Albert Museum zijn beschreven (2014). Turner werd in 2010 lid van CODART.
Rijksprentenkabinet Amsterdam
Van 2011 tot 2020 was Turner hoofd van het Rijksprentenkabinet in Amsterdam. Ze was onder meer betrokken bij de verwerving van 46 aquarellen van Josephus Augustus Knip (2014), die met steun van de Vereniging Rembrandt konden worden gekocht uit de nalatenschap van professor dr. I.Q. van Regteren Altena, oud-directeur van het Rijksprentenkabinet.
Als conservator verzorgde ze de tentoonstelling Uit en thuis (2015), met 115 landschapstekeningen uit de verzameling van John en Marine Fentener van Vlissingen, en de tentoonstelling Frans Post. Dieren in Brazilië (2016-2017), in samenwerking met Naturalis Biodiversity Center en het Noord-Hollands Archief. Tekeningen en schilderijen van de 17e-eeuwse kunstenaar Frans Post werden daarin gecombineerd met opgezette dieren uit de collectie van Naturalis. Taco Dibbits, hoofddirecteur van het Rijksmuseum, bij haar afscheid van het prentenkabinet in 2020: "Ze realiseerde vele bijzondere tentoonstellingen en onder haar leiding werd de collectie tekeningen, prenten en foto’s verrijkt met vele nieuwe aanwinsten (...) Jane kwam onder meer naar het Rijksmuseum met het streven een nieuwe generatie conservatoren op te leiden en met hen zich in te zetten voor een digitale bestandscatalogus van de tekeningen. In beide is zij meer dan geslaagd."

## Privé
Turner is getrouwd met kunsthistoricus Nicholas Turner.

## Enkele publicaties
Onder meer:
- 1981 met Cara D. Denison, Helen B Mules en anderen: European drawings, 1375-1825 : catalogue, New York: Pierpont Morgan Library, Dover Publications, 1981.
- 1996, eindredacteur: The dictionary of art, New York : Grove, 1996.
- 1999 Encyclopedia of Latin American & Caribbean art, New York : Grove's Dictionaries, [2000?]. Reeks: Grove encyclopedias of the arts of the Americas.
- 2000, eindredacteur: 
  - From Rembrandt to Vermeer : 17th-century Dutch artists, New York : St. Martin's Press, 2000. Reeks: Grove dictionary of art.
  - eindredacteur: The Grove dictionary of art. From Rembrandt to Vermeer : 17th-century Dutch artists, Encyclopedia of American art before 1914, Encyclopedia of Italian Renaissance & Mannerist art, New York : Grove'
- 2006 met Felice Stampfle: Dutch Drawings in the Pierpont Morgan Library: Seventeenth to Nineteenth Centuries. 2 delen. New York, 2006.
- 2012 Rembrandt’s World: Dutch Drawings in the Collection of Clement C. Moore. New York: Morgan Library & Museum, 2012. Tentoonstellingscatalogus.
- 2014 met Christopher Write, Mark Evans en anderen: Dutch & Flemish drawings in the Victoria and Albert Museum, London: V & A Publishing, 2014. 2 delen.
- 2015–2016 met Robert-Jan te Rijdt: Home and Abroad: Dutch and Flemish Landscape Drawings from the John and Marine van Vlissingen Art Foundation. Amsterdam: Rijksmuseum / Parijs: Fondation Custodia, 2015–2016. Tentoonstellingscatalogus.

- Biblioteca Nacional de España: XX1195059
- Bibliothèque nationale de France: cb12274735s (data)
- Catàleg d'autoritats de noms i títols de Catalunya: 981058575275406706
- CiNii: DA10188873
- Gemeinsame Normdatei: 115422668
- International Standard Name Identifier: 0000 0001 0938 0933
- Library of Congress Control Number: n88653008
- Nationale Bibliotheek van Letland: 000006145
- Nationale Bibliotheek van Tsjechië: jn19990008649
- Nationale Bibliotheek van Israël: 987007269175905171
- Nationale Bibliotheek van Polen: a0000001173699
- Nationale en Universitaire bibliotheek Zagreb: 000133244
- Nederlandse Thesaurus van Auteursnamen: 074442953
- Réseau des bibliothèques de Suisse occidentale: 02-A006599573
- RKD-Nederlands Instituut voor Kunstgeschiedenis: 433464
- LIBRIS: 97989
- Système universitaire de documentation: 031554660
- Virtual International Authority File: 115174592
- WorldCat: E39PBJyRtrvXDCf3rHyThCt9Xd